# Лудловське газове родовище
Лудловське газове родовище — одне з родовищ у російській частині Баренцового моря. Розташоване в 200 км на захід від узбережжя Нової Землі та у 560 км від острова Колгуєв.
Виявлене у 1990 році компанією «Арктикморнафтогазрозвідка» в районі з глибинами моря 200—240 метрів. Станом на 2016 рік пробурено 3 розвідувальні свердловини, якими виявлено один газовий поклад у відкладеннях середньої юри.
У 2013 році ліцензія на розробку родовища передана без конкурсу державній компанії «Газпром». Остання у 2014 році оголосила тендер на проведення додаткових сейсморозвідувальних робіт на родовищі.
Станом на 2012 рік оцінка запасів по російській класифікаційній системі за категоріями С1 та С2 становила 221 млрд.м3. Це другий показник для російського сектору Баренцевого моря, хоча він і багаторазово поступається відкритому тут Штокманівському родовищу.